# Piotr Owcarz

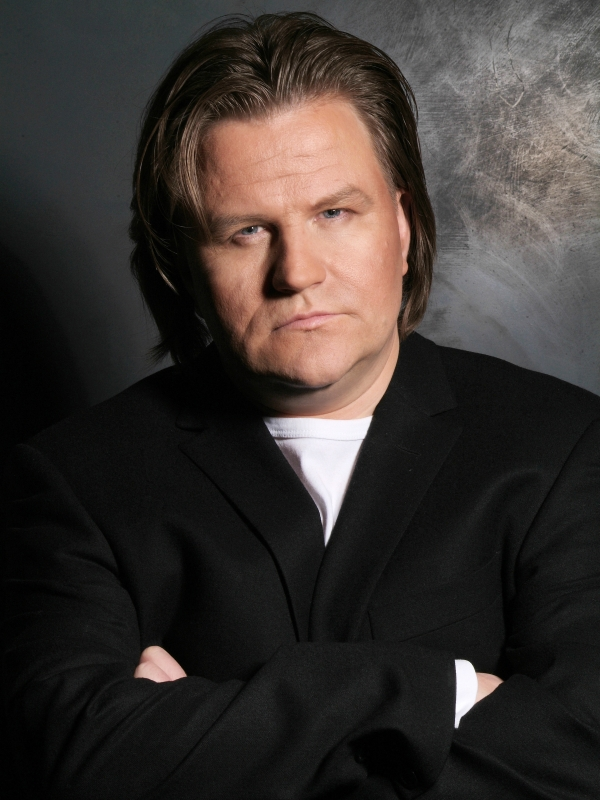
Piotr Owcarz

Piotr Owcarz (ur. 25 maja 1969 w Świętochłowicach) – reżyser, scenarzysta, producent filmowy, pisarz, przedsiębiorca, inicjator wystaw i przedsięwzięć muzealnych.

## Życiorys
Literacko debiutował w 1999 u Jerzego Giedroyca („Zeszyty historyczne”) artykułem „Jeszcze raz Oświęcim”. Był redaktorem naczelnym kwartalnika „Education World”.
Jest twórcą ogólnopolskiej nagrody konsumenckiej Laur Konsumenta i Laur Klienta oraz programu promocyjnego „Solidny Pracodawca”. Jego firma Grupa Media Partner w 2004 otrzymała statuetkę „Skrzydła Inforu 2004″, przyznaną w kategorii „współpraca zewnętrzna-najlepszy klient-kontrahent” przez Grupę Wydawniczą INFOR.
Pomysłodawca i właściciel pierwszego w Polsce muzeum serialu telewizyjnego – Muzeum Hansa Klossa w Katowicach.
Autor wystaw edukacyjnych m.in. na Kopcu Kościuszki w Krakowie i w Muzeum Wojska Polskiego w Warszawie.

## Odznaczenia i nagrody
Odznaczony medalem płk. Bronisława Gembarzewskiego, pierwszego dyrektora Muzeum Wojska Polskiego w Warszawie.
Kawaler Orderu Św. Stanisława.

## Utwory
- Filozofia władzy. Bogowie i zwierzęta (Media Partner S.C. - 2001)
- Poczet królów i książąt polskich na podstawie rysunków Jana Matejki (Media Partner S.C. – 2003)
- Wichman 1 - Krucjata (Replika – 2011)
- Wichman 2 - Upadek (Replika – 2013)
- Kochanek carycy (Bellona - 2015)

## Film
- Gejsza (2016)
- Fighter (2019)
- Brzemię (2023)
- Siłaczka (2024)